# Oriolus cruentus
Papa-figos-sangrento ou papa-figos-ensanguentado (Oriolus cruentus) é uma espécie de ave da família Oriolidae.
Pode ser encontrada nos seguintes países: Indonésia e Malásia.
Os seus habitats naturais são: florestas subtropicais ou tropicais húmidas de baixa altitude e regiões subtropicais ou tropicais húmidas de alta altitude.